# Gare de Kerhuon
Gare de Kerhuon – przystanek kolejowy w Relecq-Kerhuon, w departamencie Finistère, w regionie Bretania, we Francji.
Stacja została otwarta w 1865 przez Compagnie des chemins de fer de l'Ouest. Teraz jest przystankiem kolejowym Société nationale des chemins de fer français (SNCF) obsługiwanym przez pociągi TER Bretagne kursujących między Brest, Morlaix lub Quimper.